# 黃澄 (嘉靖進士)
黃澄（1484年—16世紀），字廷肅，號肅溪，福建泉州府南安縣人，軍籍。明朝政治人物。

## 生平
黃澄是正德八年（1513年）福建鄉試舉人，嘉靖二年（1523年）成進士，獲授行人司副，改任刑部員外郎，外調廣東按察僉事整頓嶺西軍隊。當時瑤族人劫掠高州府，朝廷以他擔任中軍，自龍水攻打羅銀，擊敗十三批賊人，斬首千多人首級，搜獲不少牛馬器械，並救回被擄者八百多人，督府上報實情後獲賜金幣。
高州、肇慶二府居住了生熟瑤民各半，生瑤獲得的魚鹽不准許拿出市集買賣，黃澄就命商人拿魚鹽入山，卻不許生瑤出入；熟瑤不時到公庭獻茶蜜作壽禮，他就拿出魚鹽代償，瑤民都喜出望外，在其任內都沒有作亂。之後他因為剛直辭官歸隱竹溪，與族子黃河清以詩倡和。
黃澄有子黃養蒙，中嘉靖二十年進士。

## 家族
曾祖黄旻。祖父黄彝。父黄德平。母莊氏。永感下。兄黄源、弟黄清、黄瀛。

## 引用
1. 1 2  康熙《南安縣志·卷十四·人物志之三》：黃澄，字廷肅，別號肅溪，登嘉靖癸未進士，授行人，遷刑部郎，出為廣東僉事，飭兵嶺西；會徭刦高州，朝議剿之，制府以澄將中軍，由瀧水進屯羅銀，破賊黨十有三，斬首一千一百餘級，獲牛馬器械無算，縱歸被擄者八百餘人，制府上狀，詔賜金幣。高肇二府民居與生熟徭相半，徭所藉者魚塩，往時並不許出入為市；澄令賈人得持魚塩入峒，獨不許其出入耳。熟徭或時至庭下獻茶蜜為壽，澄輒以魚塩厚償之，諸徭咸出望外，終澄任無為患者，竟以峭直忤世，歸隱竹溪之上，與族子河清相倡和，子養蒙登進士。
2. ↑  康熙《南安縣志·卷十一·科目志之二》：武宗正德八年癸酉科解元張岳……黃澄 字廷肅，癸未進士
3. ↑  乾隆《泉州府志·卷四十八·循績》：黃澄，字廷肅，號竹溪，南安人，正德癸酉舉人，嘉靖癸未進士，釋謁仕行人。明制科道官員缺皆自行人選授，人以得不得為憂喜，澄獨不就選，遂以司副遷刑部郎，出為廣東按察僉事，飭兵嶺西；會猺劫高州，朝議剿之，督府以澄將中軍，繇龍水進屯羅銀，破賊徒十有三，斬首一百餘級，獲俘八百餘人，牛馬器械無算。督府上狀，詔賜金幣。高肇二府居民與生熟猺相半，猺所藉者魚鹽往時並不許其出入為市；澄令賈人得持魚鹽入峒，獨不許其出耳。熟猺或時至庭下獻茶蜜為壽，澄輒以魚鹽償之，諸猺咸出望外，終澄任無為患者。竟以峭直忤世，歸隱竹溪之上，與其族子河清相倡和，其詩清明直達，有王岑之致，子養蒙。 《閩書》
4. ↑  龚延明主编. . 宁波: 宁波出版社. 2016. ISBN 978-7-5526-2320-8. 《天一閣藏明代科舉錄選刊.登科錄》之《嘉靖二年癸未科進士登科録》